# Knud Heinesen
Knud Heinesen, né le 26 septembre 1932 à Kerteminde (Fionie, Danemark-du-Sud) et mort le 8 janvier 2025, est un homme politique danois, membre de Social-démocratie, ministre et député au Parlement danois, le Folketing.